# دين، هامبشاير
دين هي قرية وأبرشية مدنية في مقاطعة هامبشاير ، إنجلترا. اسمها يظهر في اسم البلدة التي يتم وضعها فيها، باسينغستوك ودين.

## الحكم
القرية هي رعية مدنية  وجزء من جناح أوكلي وشمال وولث في باسينغستوك ومجلس بلدية دين.  مجلس البلدية هو مقاطعة غير حضرية في مجلس مقاطعة هامبشاير.